# Pedro José Bravo de Lagunas y Castilla Altamirano
Pedro José Bravo de Lagunas y Castilla Altamirano, I marqués de Torreblanca, (Lima, 1 de octubre de 1703-Lima, 1 de febrero de 1762) fue un destacado jurista y catedrático criollo peruano.

## Primeros años y estudios
Hijo del maestre de campo Pedro Bravo de Lagunas y Bedoya, corregidor de Piura, y Mariana de Castilla Altamirano y Loayza. Inició estudios en el Colegio Real de San Martín, y luego pasó al Colegio Mayor de San Felipe y San Marcos, del cual llegó a ser catedrático de Digesto Viejo, Código y Vísperas de Sagrados Cánones, además de rector.

## Carrera profesional
Optó grados de licenciado y doctor en derecho, en la Universidad de San Marcos, y una vez recibido como abogado ante la Real Audiencia de Lima, fue nombrado fiscal protector de indios, atendiendo además el juzgado eclesiástico de testamentos, legados y obras pías. Actuó como asesor general del Virreinato durante la administración del marqués de Villagarcía y, fue nombrado oidor supernumerario de la Audiencia limeña. Posteriormente, sería elegido consejero honorario del Consejo de Indias.
Tomó posesión de la cátedra de Prima de Leyes en la Universidad, atendiendo los asuntos legales del claustro como procurador general. Obtuvo su jubilación el 14 de junio de 1757 y, ordenado sacerdote, ingresó en la Congregación del Oratorio de San Felipe Neri (19 de enero de 1759).

## Obras
- Voto consultivo (1755).
- Discurso histórico jurídico del origen, fundación, reedificación, derechos y exenciones del Hospital de San Lázaro de Lima (1761).
- Colección legal de cartas, dictámenes y otros papeles en Derecho (1761).

## Títulos Nobiliarios
El 15 de septiembre de 1776 el rey de España, Carlos III, le otorga el título de marqués de Torreblanca.